# Bò Buša
Bò Buša (hay còn gọi là Bò Busha; Bos brachyeros europeus) là một giống bò nhà nhỏ có nhiều chủng được tìm thấy ở khắp các vùng phía nam của Nam Tư cũ (Dinaric Alps). Nó thuộc về nhóm bò sừng ngắn.

## Ngoại hình
Bò thuộc giống này có màu nâu. Chúng có kích thước nhỏ: chiều cao tính từ vai là 100–110 cm. Bò nặng 180–250 kg và bò đực nặng khoảng 300 kg. Bò cái Buša có các chỉ số thấp hơn. Giống bò này trưởng thành về tình dục khi đạt hai năm tuổi. Những con bê rất nhỏ: trọng lượng sơ sinh của chúng khoảng 15 kg. Khả năng sinh sản của giống bò này là từ 85 đến 90%. Bò cái có khả năng sinh sản cho đến khi mười hai tuổi. Tuổi thọ của bò giống này là khoảng hai mươi năm.

## Đặc điểm
Bušas được sử dụng làm động vật đồng áng, và cho sản xuất thịt bò và sữa. Mặc dù năng lực làm việc của bò giống này khá khiêm tốn, chúng có khả năng kháng bệnh, thích nghi tốt với khí hậu khắc nghiệt và đòi hỏi ít thức ăn. Hiệu suất sữa là 700–800 lít mỗi năm. Sữa chứa khoảng 4-6% chất béo sữa.

## Biến thể
Bušas và giống lai của chúng được phổ biến rộng rãi tại Nam Tư cũ: chúng được lưu giữ ở Kosovo, Macedonia, Serbia, Bosnia và Herzegovina, một phần của Croatia như Lika và Dalmatia và ở Montenegro. Chúng được chăn nuôi trong vùng đất đá vôi và được xem là khỏe mạnh và giản dị. Vào mùa đông, bò được nuôi trong nhà trong vòng từ 2-6 tháng, trong thời gian còn lại chúng được giữ ngoài trời.